# 6602 Gilclark
6602 Gilclark eller 1989 EC är en asteroid i huvudbältet som upptäcktes 4 mars 1989 av den amerikanske astronomen Eleanor F. Helin vid Palomar-observatoriet. Den är uppkallad efter amerikanen Gilbert A. Clark.
Asteroiden har en diameter på ungefär 4 kilometer och den tillhör asteroidgruppen Hungaria.